# 梁志成
梁志成（英語：Leung Chi-shing，1963年—），前任香港葵青區議會葵興選區議員，前街坊工友服務處成員，香港泛民主派成員。

## 參政經歷
葵興選區前身1982年選舉的荃灣區議會及1985年至1991年選舉的葵青區議會「葵涌中」選區範圍包括現時的葵興、葵芳及部分的葵聯、興芳選區。在分拆選區後，本身具有當區議席的街坊工友服務處（當時為雙議席選區，兩席俱為街工成員），卻派員參選葵華（範圍為葵芳私樓區及華員邨、華景山莊，參選人為原任議員徐柏林）和麗華（範圍為麗瑤邨及九華徑，參選人為中國民運領袖劉山青）選區，而禮讓葵興區予同屬工會的香港職工會聯盟地鐵工會領袖梁志成和同屬社會主義組織「新苗社」（後改稱先驅社）成員林致良，形成兩名民主派左翼基層組織候選人對壘局面，最後梁志成當選，選後梁隨即加盟街工，並在1999年自動當選。
2003年區議會選舉， 民建聯派出年輕資訊系統工程師李滿潮參選和梁志成對壘，由於葵興邨在2002年於租者置其屋計劃出售後，成立了業主立案法團，而法團中人多傾向支持梁志成，並禁止李滿潮在邨中活動，由於葵興邨法團主席林慧貞，為名歌星容祖兒祖母，由於具有「名人因素」，地區爭執卻上了娛樂頭條，引為一時趣談，而李滿潮僅得八百票最終落選（梁志成得票為兩千六百），也因為李氏跟法團發生爭執，與民建聯意見不一而退黨，親中派改由工聯會派出女性候選人許滿棠在邨中服務，而李滿潮以獨立人士身份聯同居民組織也繼續在邨中服務，在2007年區議會選舉形成了三方混戰的局面，梁志成續以二千二百票對李滿潮的千一票及許滿棠的七百票繼續連任。（詳見2007年香港區議會選舉結果）
2011年區議會選舉，當時人口估算約19 405人，其中有10 983位是選民，梁志成繼續尋求連任，親中派改由香港工會聯合會的社區幹事陳智恆出戰，最後梁志成以2,606票當選。
2015年區議會選舉，因應選區重新劃界，加入了原屬興芳選區的葵康苑及新葵興花園，原有的葵涌邨部分則改劃到葵涌邨南選區。當時人口估算約17 975人，其中有9 687位是選民，梁志成繼續尋求連任，工聯會則改派梁志豪出戰，最後梁志成以2,931票成功連任。
2019年區議會選舉，選區劃出新葵興花園及葵康苑，歸入葵聯選區，更在諮詢時更曾計劃將葵涌邨部分由葵涌邨南選區劃回以平衡的人口，但在居民組織反對下撤回。選舉由梁志成以3,532票擊敗工聯會李偉樂的1,408票，成功連任。
2021年6月，梁志成取消於區議會網頁上街工的政治聯繫，與街工劃清界線。